# Josep Corrons i Espinal
Josep Corrons i Espinal (Manresa, 19 de març de 1928) és un metge català especialitzat en cardiologia.
Va començar a estudiar a les germanes de la Casa de la Caritat i després als germans de les Escoles Cristianes, on va estar fins que va esclatar la guerra civil. El seu avi va morir en un bombardeig que va patir la ciutat de Manresa el 1938, fet que el va impactar molt. Acabada la guerra va prosseguir els seus estudis a l'Institut Lluís de Peguera. Al 1945 va començar la carrera de Medicina a València. Va estudiar-hi tres anys. Després va tornar a la Universitat de Barcelona on va fer les especialitats mèdiques amb catedràtics com Agustí Pedro Pons i Pere Farreras i Valentí. Va treballar al dispensari de Pedro Pons i va acabar la carrera l'any 1951. El 1952 va ingressar a l'Escola de Cardiologia de la Universitat de Barcelona, on anys més tard exerciria de professor. A mitjans de la dècada del 50 va començar a exercir de cardiòleg a Manresa, al mateix temps que treballava com a metge d'urgències. També va ser metge forense de categoria especial a Barcelona, del 1955 fins a la seva jubilació el 1993.
Al llarg de la seva carrera, va impulsar diferents iniciatives assistencials a Manresa, com la fundació Ampans, que treballa per millorar la qualitat de vida de les persones amb discapacitat intel·lectual a l'àrea del Bages, i la Unitat Coronària (1974-1996), un centre especialitzat en l'atenció de malalties del cor, que va arribar a ser tot un referent en aquest àmbit, atès que va ser el primer que hi va haver a Catalunya fora de Barcelona. També va ser membre de la junta fundadora de l'Escola d'Infermeria Farreras Valentí de Manresa.
Membre del Gremi Sant LLuc, el 1966 va fundar, juntament amb el pintor Estanislau Vilajosana, el ginecòleg Ramon Llatjós i el metge Josep Saló, la Llibreria Símbol, dedicada a la venda i difusió de llibres en català.
Va ser militant de Convergència i Unió i va formar part de les llistes pel Congrés dels Diputats en les eleccions de 1986.